# El Toro (Spagna)
El Toro è un comune spagnolo di 291 abitanti situato nella comunità autonoma Valenciana.

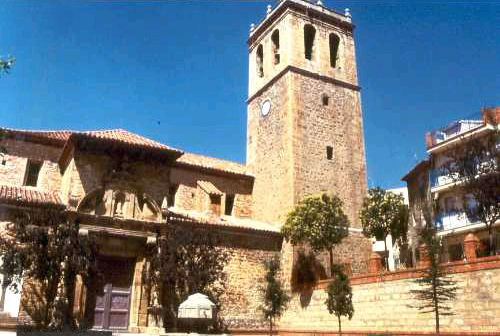
La chiesa parrocchiale